# Temporada da NFL de 1999
A Temporada de 1999 da NFL foi a 80ª temporada regular da National Football League, a liga profissional norte-americana de futebol americano. O Cleveland Browns retornou aos gramados pela primeira vez desde a temporada de 1995. E também, o Tennessee Oilers mudou seu nome para Tennessee Titans e o nome "Oilers" foi aposentado - primeira vez que isso acontece na história da liga. O retorno do Browns deu a liga um formato com 31 times (primeira vez desde 1966 que a NFL tinha um número impar de times). Como resultado, a NFL foi obrigada a dar pelo menos uma semana de folga para cada time. Anteriormente a liga nunca deu folga a um time nas primeiras semanas da temporada. Sob este novo sistema, por dez semanas da temporada (Semana 1 a Semana 2, e da Semana 10 a Semana 17), pelo menos um time teve folga; por sete semanas da temporada (Semana 3 a Semana 9), três times não jogaram. Esse formato continuou por duas temporadas até que o Houston Texans se junntou a liga em 2002 e deu a liga um número par de times novamente.
A temporada de 1999 foi empurrada um semana para frente e começou após o feriado do dia do trabalho. Devido as preocupações com o Y2K, a NFL não quis colocar a primeira rodada dos playoffs no sábado 1 de janeiro de 2000 e não queria times viajando naquele dia. Os jogos da Semana 17 foram disputados em 2 de janeiro de 2000 e os playoffs começaram nos dias 8 e 9 de janeiro. A semana de folga antes do Super Bowl foi removida para ajustar a tabela. Nesta temporada, um novo sistema de replay instantâneo (diferente do usado de 1986 a 1991) é adotado para auxiliar a arbitragem, tendo pouca mudança nas décadas seguintes. Também foi a partir da temporada de 1999 que cada treinador principal poderia desafiar até duas jogadas ou decisões da arbitragem por partida.
O Super Bowl XXXIV foi disputado entre o St. Louis Rams e o Tennessee Titans. Os Rams sairam vitoriosos pelo placar de 23 a 16.

## Classificação
V = Vitórias, D = Derrotas, E = Empates, PCT = porcentagem de vitórias, PF= Pontos feitos, PS = Pontos sofridos
Classificados para os playoff estão marcados em verde
| AFC East                 |    |    |   |      |     |     |
| Time                     | V  | D  | E | PCT  | PF  | PS  |
| (2) Indianapolis Colts   | 13 | 3  | 0 | .813 | 423 | 333 |
| (5) Buffalo Bills        | 11 | 5  | 0 | .688 | 320 | 229 |
| (6) Miami Dolphins       | 9  | 7  | 0 | .563 | 326 | 336 |
| New York Jets            | 8  | 8  | 0 | .500 | 308 | 309 |
| New England Patriots     | 8  | 8  | 0 | .500 | 299 | 284 |
| AFC Central              |    |    |   |      |     |     |
| Time                     | V  | D  | E | PCT  | PF  | PS  |
| (1) Jacksonville Jaguars | 14 | 2  | 0 | .875 | 396 | 217 |
| (4) Tennessee Titans     | 13 | 3  | 0 | .813 | 392 | 324 |
| Baltimore Ravens         | 8  | 8  | 0 | .500 | 324 | 277 |
| Pittsburgh Steelers      | 6  | 10 | 0 | .375 | 317 | 320 |
| Cincinnati Bengals       | 4  | 12 | 0 | .250 | 283 | 460 |
| Cleveland Browns         | 2  | 14 | 0 | .125 | 217 | 437 |
| AFC West                 |    |    |   |      |     |     |
| Time                     | V  | D  | E | PCT  | PF  | PS  |
| (3) Seattle Seahawks     | 9  | 7  | 0 | .563 | 338 | 298 |
| Kansas City Chiefs       | 9  | 7  | 0 | .563 | 390 | 322 |
| San Diego Chargers       | 8  | 8  | 0 | .500 | 269 | 316 |
| Oakland Raiders          | 8  | 8  | 0 | .500 | 390 | 329 |
| Denver Broncos           | 6  | 10 | 0 | .375 | 314 | 318 |

| NFC East                 |    |    |   |      |     |     |
| Time                     | V  | D  | E | PCT  | PF  | PS  |
| (3) Washington Redskins  | 10 | 6  | 0 | .625 | 443 | 377 |
| (5) Dallas Cowboys       | 8  | 8  | 0 | .500 | 352 | 276 |
| New York Giants          | 7  | 9  | 0 | .438 | 299 | 358 |
| Arizona Cardinals        | 6  | 10 | 0 | .375 | 245 | 382 |
| Philadelphia Eagles      | 5  | 11 | 0 | .313 | 272 | 357 |
| NFC Central              |    |    |   |      |     |     |
| Time                     | V  | D  | E | PCT  | PF  | PS  |
| (2) Tampa Bay Buccaneers | 11 | 5  | 0 | .688 | 270 | 235 |
| (4) Minnesota Vikings    | 10 | 6  | 0 | .625 | 399 | 335 |
| (6) Detroit Lions        | 8  | 8  | 0 | .500 | 322 | 323 |
| Green Bay Packers        | 8  | 8  | 0 | .500 | 357 | 341 |
| Chicago Bears            | 6  | 10 | 0 | .375 | 272 | 341 |
| NFC West                 |    |    |   |      |     |     |
| Time                     | V  | D  | E | PCT  | PF  | PS  |
| (1) St. Louis Rams       | 13 | 3  | 0 | .813 | 526 | 242 |
| Carolina Panthers        | 8  | 8  | 0 | .500 | 421 | 381 |
| Atlanta Falcons          | 5  | 11 | 0 | .313 | 285 | 380 |
| San Francisco 49ers      | 4  | 12 | 0 | .250 | 295 | 453 |
| New Orleans Saints       | 3  | 13 | 0 | .188 | 260 | 434 |

### Desempate

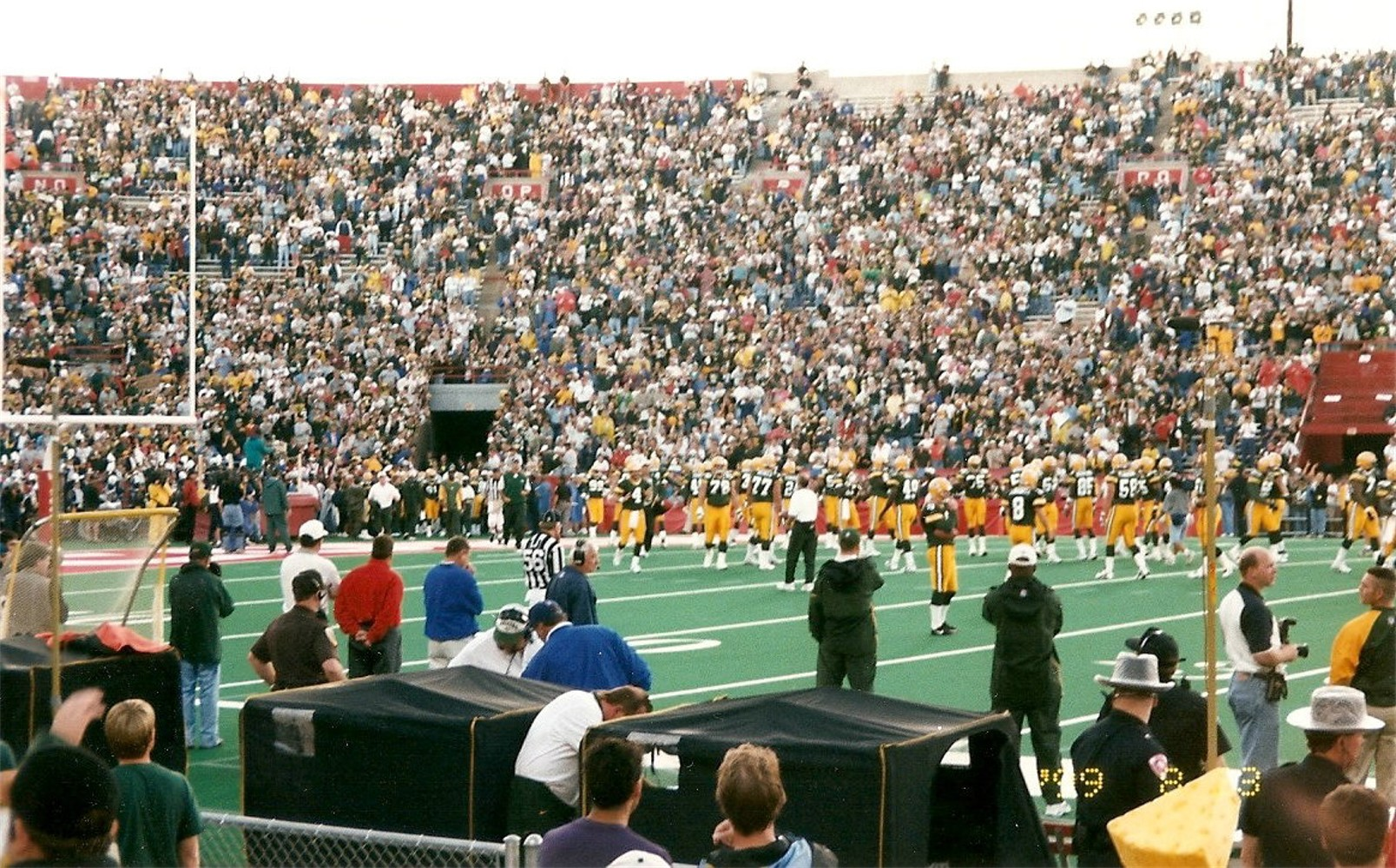
Packers contra os Broncos no Estádio Camp Randall.

- Miami terminou em terceiro na AFC Wild Card ahead of Kansas City basesado no melhor desempenho contra adversários em comum (6-1 contra 5-3 do Chiefs).
- N.Y. Jets terminou a frente de New England na AFC East baseado em uma campanha melhor dentro da divisão (4-4 contra 2-6 do Patriots).
- Seattle terminou a frente de Kansas City na AFC West baseado no confronto direto (2-0).
- San Diego terminou a frente de Oakland na AFC West baseado em uma campanha melhor dentro da divisão (5-3 contra 3-5 do Raiders).
- Dallas terminou em segundo na NFC Wild Card basesado no melhor desempenho contra adversários em comum (3-2 contra 3-3 do Lions) e teve um melhor retrospecto dentro da conferência do que Carolina (7-5 contra 6-6 do Panthers).
- Detroit terminou em terceiro na NFC Wild Card baseado num melhor retrospecto dentro da conferência do que Green Bay (7-5 contra 6-6 do Packers) e teve um melhor retrospecto dentro da conferência do que Carolina (7-5 contra 6-6 Panthers).

## Playoffs
|  |                                             |                                             |                                             |                  |                  |                                       |                                       |                                       |                                  |                                  |                                  |                                |                                |                                |  |  |  |  |
|  | 8 de janeiro - FedEx Field                  | 8 de janeiro - FedEx Field                  | 8 de janeiro - FedEx Field                  |                  |                  | 15 de janeiro - Raymond James Stadium | 15 de janeiro - Raymond James Stadium | 15 de janeiro - Raymond James Stadium |                                  |                                  |                                  |                                |                                |                                |  |  |  |  |
|  | 8 de janeiro - FedEx Field                  | 8 de janeiro - FedEx Field                  | 8 de janeiro - FedEx Field                  |                  |                  | 15 de janeiro - Raymond James Stadium | 15 de janeiro - Raymond James Stadium | 15 de janeiro - Raymond James Stadium |                                  |                                  |                                  |                                |                                |                                |  |  |  |  |
|  | 8 de janeiro - FedEx Field                  | 8 de janeiro - FedEx Field                  | 8 de janeiro - FedEx Field                  |                  |                  | 15 de janeiro - Raymond James Stadium | 15 de janeiro - Raymond James Stadium | 15 de janeiro - Raymond James Stadium |                                  |                                  |                                  |                                |                                |                                |  |  |  |  |
|  | 8 de janeiro - FedEx Field                  | 8 de janeiro - FedEx Field                  | 8 de janeiro - FedEx Field                  |                  |                  | 15 de janeiro - Raymond James Stadium | 15 de janeiro - Raymond James Stadium | 15 de janeiro - Raymond James Stadium |                                  |                                  |                                  |                                |                                |                                |  |  |  |  |
|  | 6                                           | Detroit                                     | 13                                          |                  |                  | 15 de janeiro - Raymond James Stadium | 15 de janeiro - Raymond James Stadium | 15 de janeiro - Raymond James Stadium |                                  |                                  |                                  |                                |                                |                                |  |  |  |  |
|  | 6                                           | Detroit                                     | 13                                          | 3                | Washington       | 13                                    |                                       |                                       |                                  |                                  |                                  |                                |                                |                                |  |  |  |  |
|  | 3                                           | Washington                                  | 27                                          | 3                | Washington       | 13                                    |                                       |                                       | 23 de janeiro - Trans World Dome | 23 de janeiro - Trans World Dome | 23 de janeiro - Trans World Dome |                                |                                |                                |  |  |  |  |
|  | 3                                           | Washington                                  | 27                                          | 2                | Tampa Bay        | 14                                    |                                       |                                       | 23 de janeiro - Trans World Dome | 23 de janeiro - Trans World Dome | 23 de janeiro - Trans World Dome |                                |                                |                                |  |  |  |  |
|  |                                             |                                             |                                             | 2                | Tampa Bay        | 14                                    |                                       |                                       | 23 de janeiro - Trans World Dome | 23 de janeiro - Trans World Dome | 23 de janeiro - Trans World Dome |                                |                                |                                |  |  |  |  |
|  | NFC                                         |                                             |                                             |                  |                  |                                       |                                       |                                       | 23 de janeiro - Trans World Dome | 23 de janeiro - Trans World Dome | 23 de janeiro - Trans World Dome |                                |                                |                                |  |  |  |  |
|  | 9 de janeiro - Hubert H. Humphrey Metrodome | 9 de janeiro - Hubert H. Humphrey Metrodome | 9 de janeiro - Hubert H. Humphrey Metrodome | 2                | Tampa Bay        | 6                                     |                                       |                                       |                                  |                                  |                                  |                                |                                |                                |  |  |  |  |
|  | 9 de janeiro - Hubert H. Humphrey Metrodome | 9 de janeiro - Hubert H. Humphrey Metrodome | 9 de janeiro - Hubert H. Humphrey Metrodome | 2                | Tampa Bay        | 6                                     | 16 de janeiro - Trans World Dome      |                                       |                                  |                                  |                                  |                                |                                |                                |  |  |  |  |
|  | 9 de janeiro - Hubert H. Humphrey Metrodome | 9 de janeiro - Hubert H. Humphrey Metrodome | 9 de janeiro - Hubert H. Humphrey Metrodome |                  | 1                | St. Louis                             | 11                                    |                                       |                                  |                                  |                                  |                                |                                |                                |  |  |  |  |
|  | 9 de janeiro - Hubert H. Humphrey Metrodome | 9 de janeiro - Hubert H. Humphrey Metrodome | 9 de janeiro - Hubert H. Humphrey Metrodome |                  | 1                | St. Louis                             | 11                                    |                                       |                                  |                                  |                                  |                                |                                |                                |  |  |  |  |
|  | 5                                           | Dallas                                      | 10                                          | Campeão da NFC   | Campeão da NFC   | Campeão da NFC                        |                                       |                                       |                                  |                                  |                                  |                                |                                |                                |  |  |  |  |
|  | 5                                           | Dallas                                      | 10                                          | Campeão da NFC   | Campeão da NFC   | Campeão da NFC                        | 4                                     | Minnesota                             | 37                               |                                  |                                  |                                |                                |                                |  |  |  |  |
|  | 4                                           | Minnesota                                   | 27                                          | Campeão da NFC   | Campeão da NFC   | Campeão da NFC                        | 4                                     | Minnesota                             | 37                               |                                  |                                  | 30 de janeiro - Georgia Dome   | 30 de janeiro - Georgia Dome   | 30 de janeiro - Georgia Dome   |  |  |  |  |
|  | 4                                           | Minnesota                                   | 27                                          | Campeão da NFC   | Campeão da NFC   | Campeão da NFC                        | 1                                     | St. Louis                             | 49                               |                                  |                                  | 30 de janeiro - Georgia Dome   | 30 de janeiro - Georgia Dome   | 30 de janeiro - Georgia Dome   |  |  |  |  |
|  | Playoffs de Wild Card                       |                                             |                                             |                  |                  |                                       | 1                                     | St. Louis                             | 49                               |                                  |                                  | 30 de janeiro - Georgia Dome   | 30 de janeiro - Georgia Dome   | 30 de janeiro - Georgia Dome   |  |  |  |  |
|  | Playoffs de Divisão                         |                                             |                                             |                  |                  |                                       |                                       |                                       |                                  |                                  |                                  | 30 de janeiro - Georgia Dome   | 30 de janeiro - Georgia Dome   | 30 de janeiro - Georgia Dome   |  |  |  |  |
|  | 8 de janeiro - Adelphia Coliseum            | 8 de janeiro - Adelphia Coliseum            | 8 de janeiro - Adelphia Coliseum            | N1               | St. Louis        | 23                                    |                                       |                                       |                                  |                                  |                                  |                                |                                |                                |  |  |  |  |
|  | 8 de janeiro - Adelphia Coliseum            | 8 de janeiro - Adelphia Coliseum            | 8 de janeiro - Adelphia Coliseum            | N1               | St. Louis        | 23                                    | 16 de janeiro - RCA Dome              |                                       |                                  |                                  |                                  |                                |                                |                                |  |  |  |  |
|  | 8 de janeiro - Adelphia Coliseum            | 8 de janeiro - Adelphia Coliseum            | 8 de janeiro - Adelphia Coliseum            |                  | A4               | Tennessee                             | 16                                    |                                       |                                  |                                  |                                  |                                |                                |                                |  |  |  |  |
|  | 8 de janeiro - Adelphia Coliseum            | 8 de janeiro - Adelphia Coliseum            | 8 de janeiro - Adelphia Coliseum            |                  | A4               | Tennessee                             | 16                                    |                                       |                                  |                                  |                                  |                                |                                |                                |  |  |  |  |
|  | 5                                           | Buffalo                                     | 16                                          | Super Bowl XXXIV | Super Bowl XXXIV | Super Bowl XXXIV                      |                                       |                                       |                                  |                                  |                                  |                                |                                |                                |  |  |  |  |
|  | 5                                           | Buffalo                                     | 16                                          | Super Bowl XXXIV | Super Bowl XXXIV | Super Bowl XXXIV                      | 4                                     | Tennessee                             | 19                               |                                  |                                  |                                |                                |                                |  |  |  |  |
|  | 4                                           | Tennessee                                   | 22                                          | Super Bowl XXXIV | Super Bowl XXXIV | Super Bowl XXXIV                      | 4                                     | Tennessee                             | 19                               |                                  |                                  | 23 de janeiro - ALLTEL Stadium | 23 de janeiro - ALLTEL Stadium | 23 de janeiro - ALLTEL Stadium |  |  |  |  |
|  | 4                                           | Tennessee                                   | 22                                          | Super Bowl XXXIV | Super Bowl XXXIV | Super Bowl XXXIV                      | 2                                     | Indianapolis                          | 16                               |                                  |                                  | 23 de janeiro - ALLTEL Stadium | 23 de janeiro - ALLTEL Stadium | 23 de janeiro - ALLTEL Stadium |  |  |  |  |
|  |                                             |                                             |                                             |                  |                  |                                       | 2                                     | Indianapolis                          | 16                               |                                  |                                  | 23 de janeiro - ALLTEL Stadium | 23 de janeiro - ALLTEL Stadium | 23 de janeiro - ALLTEL Stadium |  |  |  |  |
|  | AFC                                         |                                             |                                             |                  |                  |                                       |                                       |                                       |                                  |                                  |                                  | 23 de janeiro - ALLTEL Stadium | 23 de janeiro - ALLTEL Stadium | 23 de janeiro - ALLTEL Stadium |  |  |  |  |
|  | 9 de janeiro - The Kingdome                 | 9 de janeiro - The Kingdome                 | 9 de janeiro - The Kingdome                 | 4                | Tennessee        | 33                                    |                                       |                                       |                                  |                                  |                                  |                                |                                |                                |  |  |  |  |
|  | 9 de janeiro - The Kingdome                 | 9 de janeiro - The Kingdome                 | 9 de janeiro - The Kingdome                 | 4                | Tennessee        | 33                                    | 15 de janeiro - ALLTEL Stadium        |                                       |                                  |                                  |                                  |                                |                                |                                |  |  |  |  |
|  | 9 de janeiro - The Kingdome                 | 9 de janeiro - The Kingdome                 | 9 de janeiro - The Kingdome                 |                  | 1                | Jacksonville                          | 14                                    |                                       |                                  |                                  |                                  |                                |                                |                                |  |  |  |  |
|  | 9 de janeiro - The Kingdome                 | 9 de janeiro - The Kingdome                 | 9 de janeiro - The Kingdome                 |                  | 1                | Jacksonville                          | 14                                    |                                       |                                  |                                  |                                  |                                |                                |                                |  |  |  |  |
|  | 6                                           | Miami                                       | 20                                          | Campeão da AFC   | Campeão da AFC   | Campeão da AFC                        |                                       |                                       |                                  |                                  |                                  |                                |                                |                                |  |  |  |  |
|  | 6                                           | Miami                                       | 20                                          | Campeão da AFC   | Campeão da AFC   | Campeão da AFC                        | 6                                     | Miami                                 | 7                                |                                  |                                  |                                |                                |                                |  |  |  |  |
|  | 3                                           | Seattle                                     | 17                                          | Campeão da AFC   | Campeão da AFC   | Campeão da AFC                        | 6                                     | Miami                                 | 7                                |                                  |                                  |                                |                                |                                |  |  |  |  |
|  | 3                                           | Seattle                                     | 17                                          | Campeão da AFC   | Campeão da AFC   | Campeão da AFC                        | 1                                     | Jacksonville                          | 62                               |                                  |                                  |                                |                                |                                |  |  |  |  |
|  |                                             |                                             |                                             |                  |                  |                                       | 1                                     | Jacksonville                          | 62                               |                                  |                                  |                                |                                |                                |  |  |  |  |

### AFC
- Jogos de Wild-Card: TENNESSEE 22, Buffalo 16; Miami 20, SEATTLE 17
- Playoffs de divisão: JACKSONVILLE 62, Miami 7; Tennessee 19, INDIANAPOLIS 16
- AFC Championship: Tennessee 33, JACKSONVILLE 14 no ALLTEL Stadium, Jacksonville, 23 de janeiro de 2000

### NFC
- Jogos de Wild-Card: WASHINGTON 27, Detroit 13; MINNESOTA 27, Dallas 10
- Playoffs de divisão: TAMPA BAY 14, Washington 13; ST. LOUIS 49, Minnesota 37
- NFC Championship: ST. LOUIS 11, Tampa Bay 6 no Trans World Dome, St. Louis, Missouri, 23 de janeiro de 2000

### Super Bowl
- Super Bowl XXXIV: St. Louis (NFC) 23, Tennessee (AFC) 16 no Georgia Dome, Atlanta, Georgia, 30 de janeiro de 2000

## Lideres em estatísticas na Temporada Regular

### Time
| Pontos marcados                 | St. Louis Rams (526)        |
| Total de jardas                 | St. Louis Rams (6,412)      |
| Jardas terrestres               | San Francisco 49ers (2,095) |
| Jardas aéreas                   | St. Louis Rams (4,353)      |
| Menos pontos cedidos            | Jacksonville Jaguars (217)  |
| Menos jardas cedidas            | Buffalo Bills (4,045)       |
| Menos jardas terrestres cedidas | St. Louis Rams (1,189)      |
| Menos jardas aéreas cedidas     | Buffalo Bills (2,675)       |

### Individual
| Pontos                       | Mike Vanderjagt, Indianapolis (145 pontos)                                                                                        |
| Touchdowns                   | Stephen Davis, Washington e Edgerrin James, Indianapolis (17 TDs)                                                                 |
| Mais field goals feitos      | Olindo Mare, Miami (39 FGs) |
| Jardas terrestres            | Edgerrin James, Indianapolis (1,553 jardas)                                                                                       |
| Rating                       | Kurt Warner, St. Louis (109.2 rating)                                                                                             |
| Passes para touchdown        | Kurt Warner, St. Louis (41 TDs)                                                                                                   |
| Recepções                    | Jimmy Smith, Jacksonville (116 recepções)                                                                                         |
| Jardas recebidas             | Marvin Harrison, Indianapolis (1,663)                                                                                             |
| Jardas por retorno (Punt)    | Charlie Rogers, Seattle (14.5 jardas de média)                                                                                    |
| Jardas por retorno (Kickoff) | Tony Horne, St. Louis (29.7 jardas de média)                                                                                      |
| Interceptações               | Rod Woodson, Baltimore; Sam Madison, Miami; James Hasty, Kansas City; Donnie Abraham, Tampa Bay; e Troy Vincent, Philadelphia (7) |
| Jardas por Punt              | Tom Rouen, Denver (46.5 jardas de média)                                                                                          |
| Sacks                        | Kevin Carter, St. Louis (17) |

## Prêmios
| Jogador Mais Valios                                              | Kurt Warner, Quarterback, St. Louis           |
| NFL Coach of the Year (Treinador do Ano)                         | Dick Vermeil, St. Louis                       |
| NFL Offensive Player of the Year (Jogador Ofensivo do Ano)       | Marshall Faulk, Running back, St. Louis       |
| NFL Defensive Player of the Year (Jogador Defensivo do Ano)      | Warren Sapp, Defensive Tackle, Tampa Bay      |
| NFL Offensive Rookie of the Year (Novato Ofensivo do Ano)        | Edgerrin James, Running Back, Indianapolis    |
| NFL Defensive Rookie of the Year Award (Novato Defensivo do Ano) | Jevon Kearse, Defensive End, Tennessee        |
| NFL Comeback Player of the Year                                  | Bryant Young, Defensive Tackle, San Francisco |